# Wat doen we met de liefde?
Wat doen we met de liefde? is een Belgische film van Jef Bruyninckx uit 1957 naar de gelijknamige roman van Jeroom Verten uit 1942. De hoofdrollen waren voor Wies Andersen, Anni Anderson (die beiden hun debuut maakten in deze film) en Nora Aurousseau.

## Verhaal
Het verhaal vertelt over vijf frivole muzikanten die de opportuniteit krijgen om op te treden tijdens een cruise op de Middellandse Zee. Het contract vermeldt echter dat zij een zangeres moeten engageren. Ze vrezen echter verliefd te worden op haar, wat hun vriendschap in gevaar zou brengen.

## Cast
| Acteur              | Personage    |
| ------------------- | ------------ |
| Anni Anderson       | Polly        |
| Wies Andersen       | Jack         |
| Paul Cammermans     | Fil          |
| Romain Deconinck    | Romain       |
| Co Flower           | Madame Stoop |
| Marcel Hendrickx    | Eric         |
| Charles Janssens    | Christoffel  |
| Jan Massink         | kapitein     |
| Ward de Ravet       | Wim          |
| Dora van der Groen  | Lottie       |
| Gaston Vandermeulen | burggraaf    |
| Jef Cassiers        | sultan       |
| Nora Aurousseau     | Dorothy      |
| Jean Sneyers        | Kid Spanky   |
| Cois Cassiers       | sultan       |
| Hector De Wandel    |              |
| Mutsaert            |              |